# Siloah
Siloah är en ort i Jamaica.   Den ligger i parishen Parish of Saint Elizabeth, i den västra delen av landet, 100 km väster om huvudstaden Kingston. Siloah ligger 141 meter över havet och antalet invånare är 2 725. Den ligger på ön Jamaica.
Terrängen runt Siloah är kuperad, och sluttar söderut. Runt Siloah är det ganska tätbefolkat, med 160 invånare per kvadratkilometer. Närmaste större samhälle är Santa Cruz, 12,6 km söder om Siloah. I omgivningarna runt Siloah växer i huvudsak städsegrön lövskog.